# Düsseldorfská malířská škola

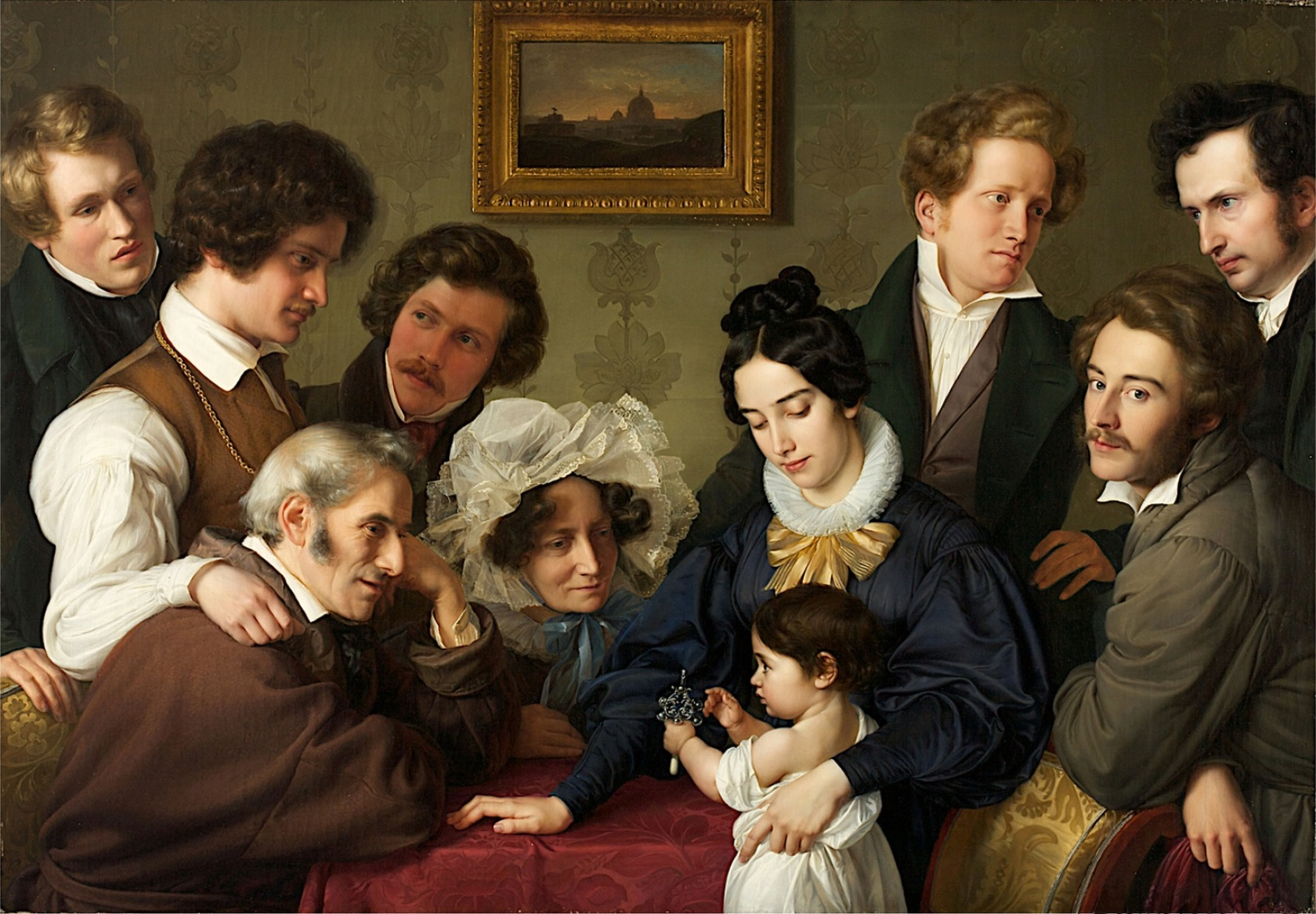
Schadowovi žáci a přatelé: Eduard Bendemann s manželkou, Theodor Hildebrandt, Julius Hübner s manželkou a dcerou, Wilhelm von Schadow a Karl Ferdinand Sohn. (1830-31)

Düsseldorfská škola byla malířská škola, která se rozvíjela v rámci širšího romantického hnutí od 1. poloviny 19. století, až do roku 1918, většinou v souvislosti s královskou pruskou akademií umění v Düsseldorfu (Königlich-Preußische Kunstakademie). tento termín zavedli v letech 1828 až 1837 žurnalisté pro absolventy školy a okruh jejich následovníků. Školní výuku koncipovali první ředitelé akademie, Peter von Cornelius  a zejména Friedrich Wilhelm Schadow který akademii vedl v letech 1826–1851. a vytyčil směr tvorby jako jednotu poezie a přírody.  Příslušníci této školy se věnovali krajinomalbě a zátiším, méně i figurální malbě. Jejich styl bývá někdy nazýván nazarénsko-romantický.
Schadowův okruh tvořili jeho žáci první generace: Theodor Hildebrandt, Eduard Bendemann (Schadowův zeť), Julius Hübner, Carl Friedrich Lessing, Christian Köhler, Heinrich Mücke und Karl Ferdinand Sohn.
Přední členové školy obhajovali malování v plenéru a používali paletu s poměrně tlumenými barvami. Klíčovými příslušníky hnutí byli Karl Friedrich Lessing, Johann Wilhelm Schirmer, Andreas Achenbach, Hans Fredrik Gude a Oswald Achenbach. Schirmer byl v letech 1840-1854 profesorem Düsseldorfské akademie a od roku 1854 ředitelem nově zřízené umělecké školy v Karlsruhe.
Ve 2. polovině 19. století se škola rozvinula také dalšími směry, pronikla do nástěnných maleb, historických kompozic a realistické žánrové malby. Klíčovou osobností této fáze školy byl Alfred Rethel. Soukromou výukou se k düsseldorfské škole připojily také ženy-malířky, například Helene Marie Stromeyerová. 
Škola měla silný vliv na americkou Hudson River School.

## Galerie

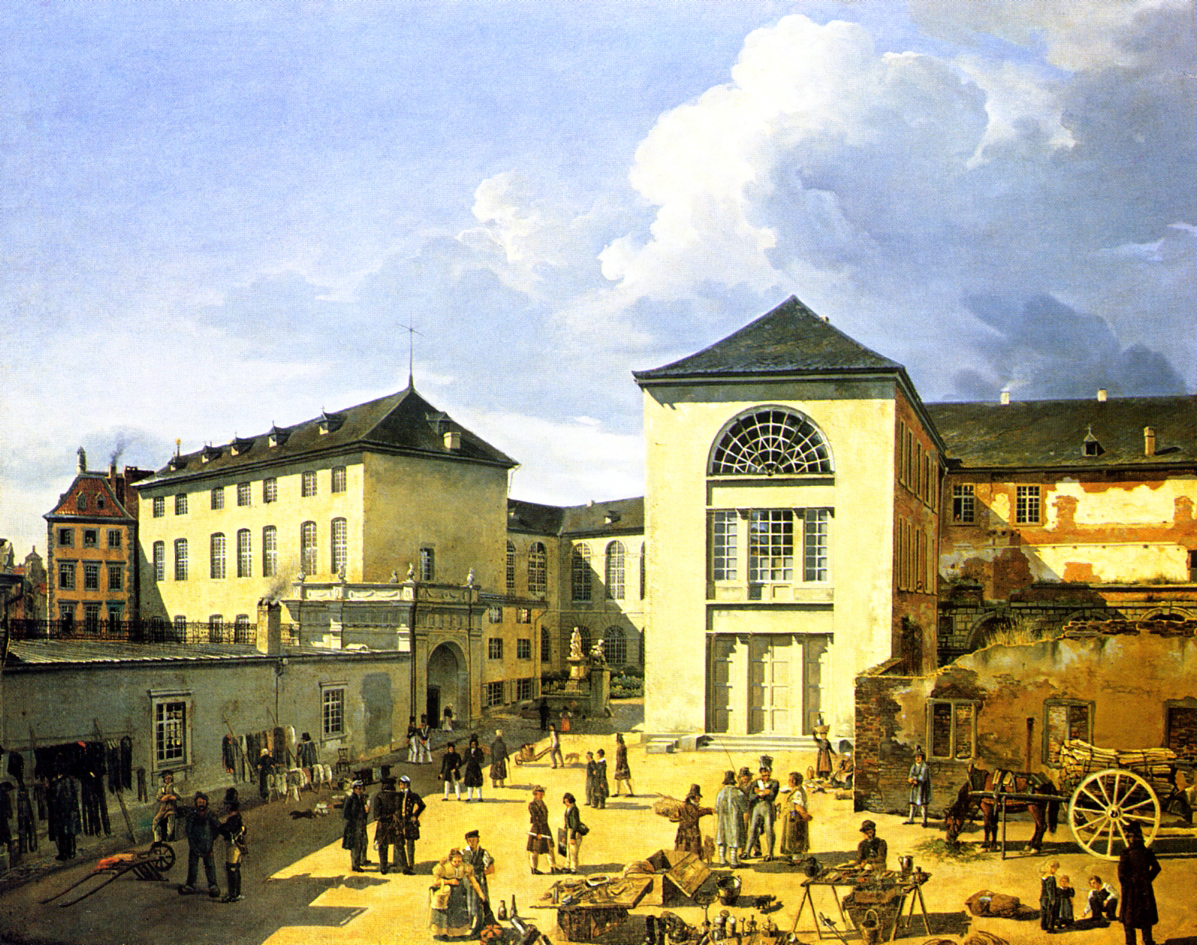
Andreas Achenbach: Stará akademie v Düsseldorfu (1831)
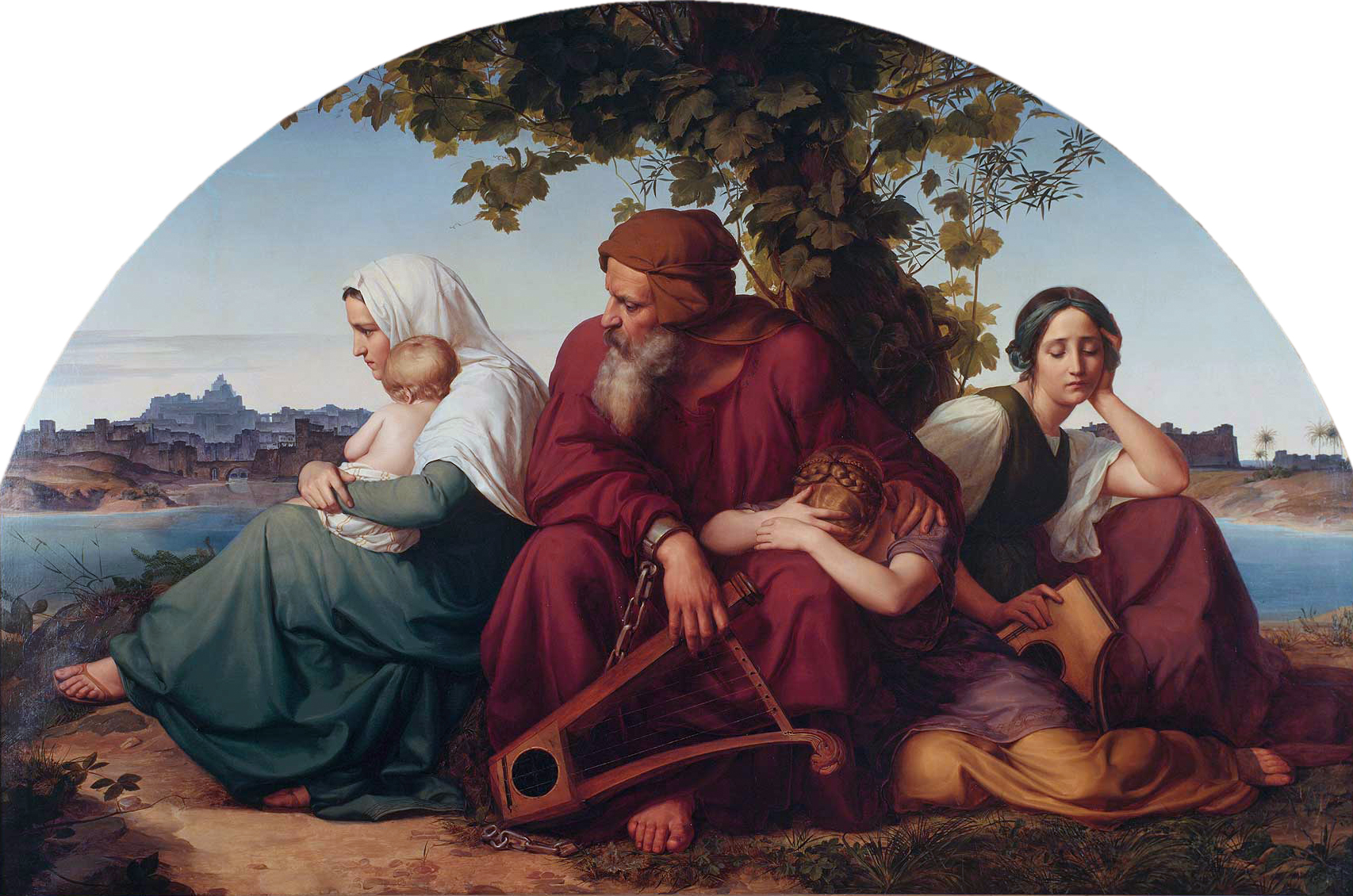
Eduard Bendemann: Židé v exilu (1832)
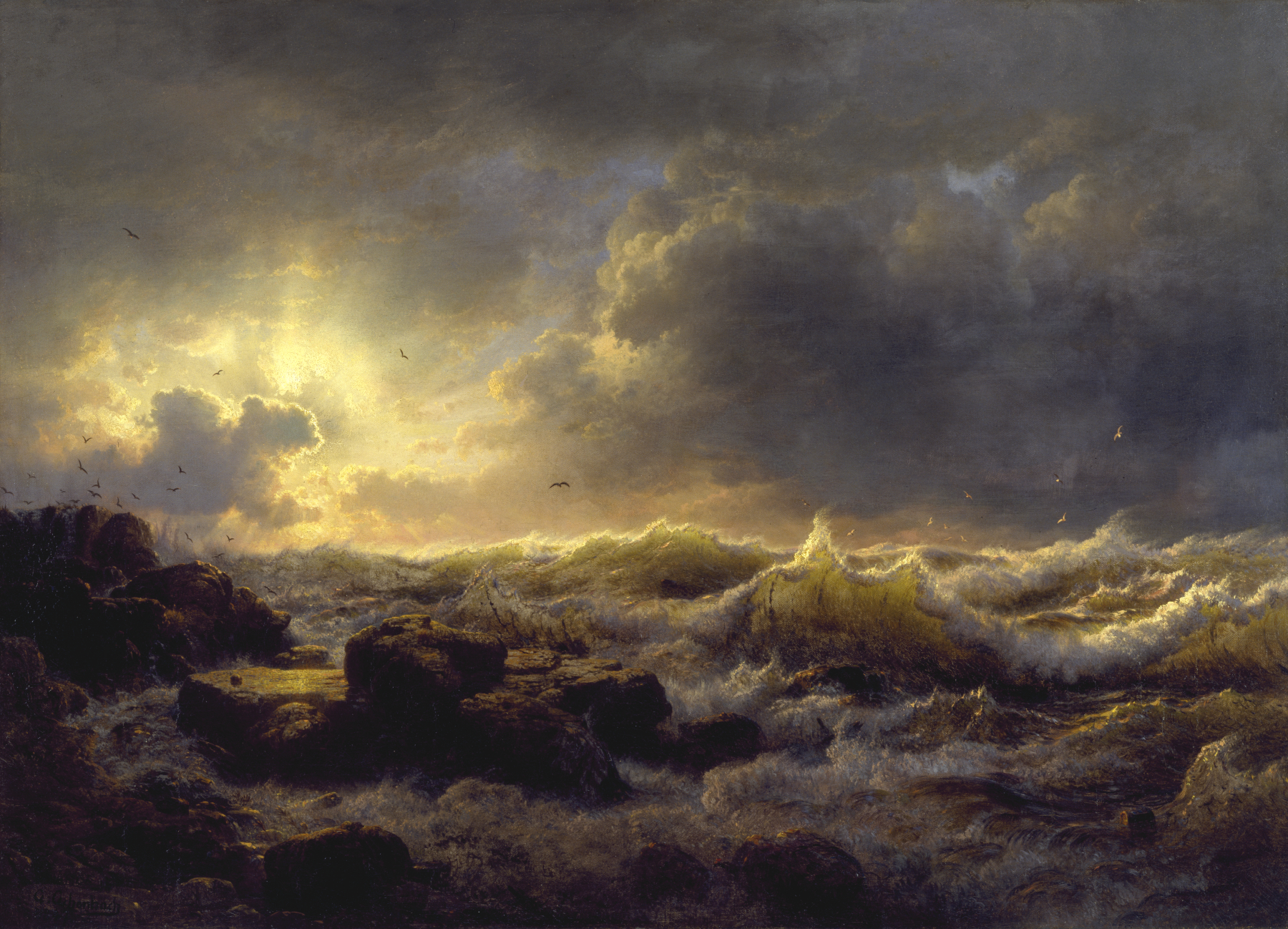
Andreas Achenbach: Pobřeží Sicílie (1847)
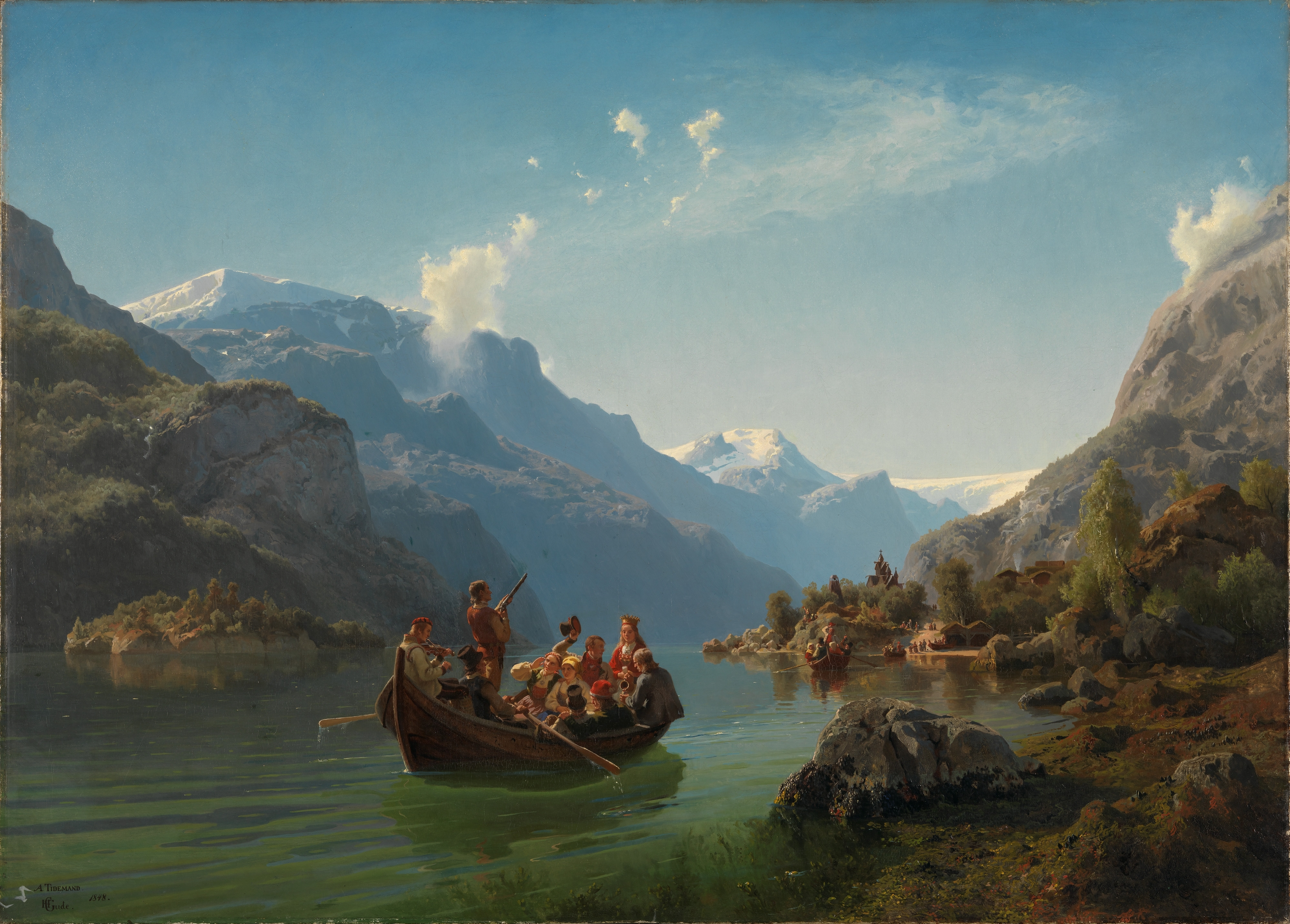
Hans Fredrik Gude: Svatební cesta v norském fjordu (1848)
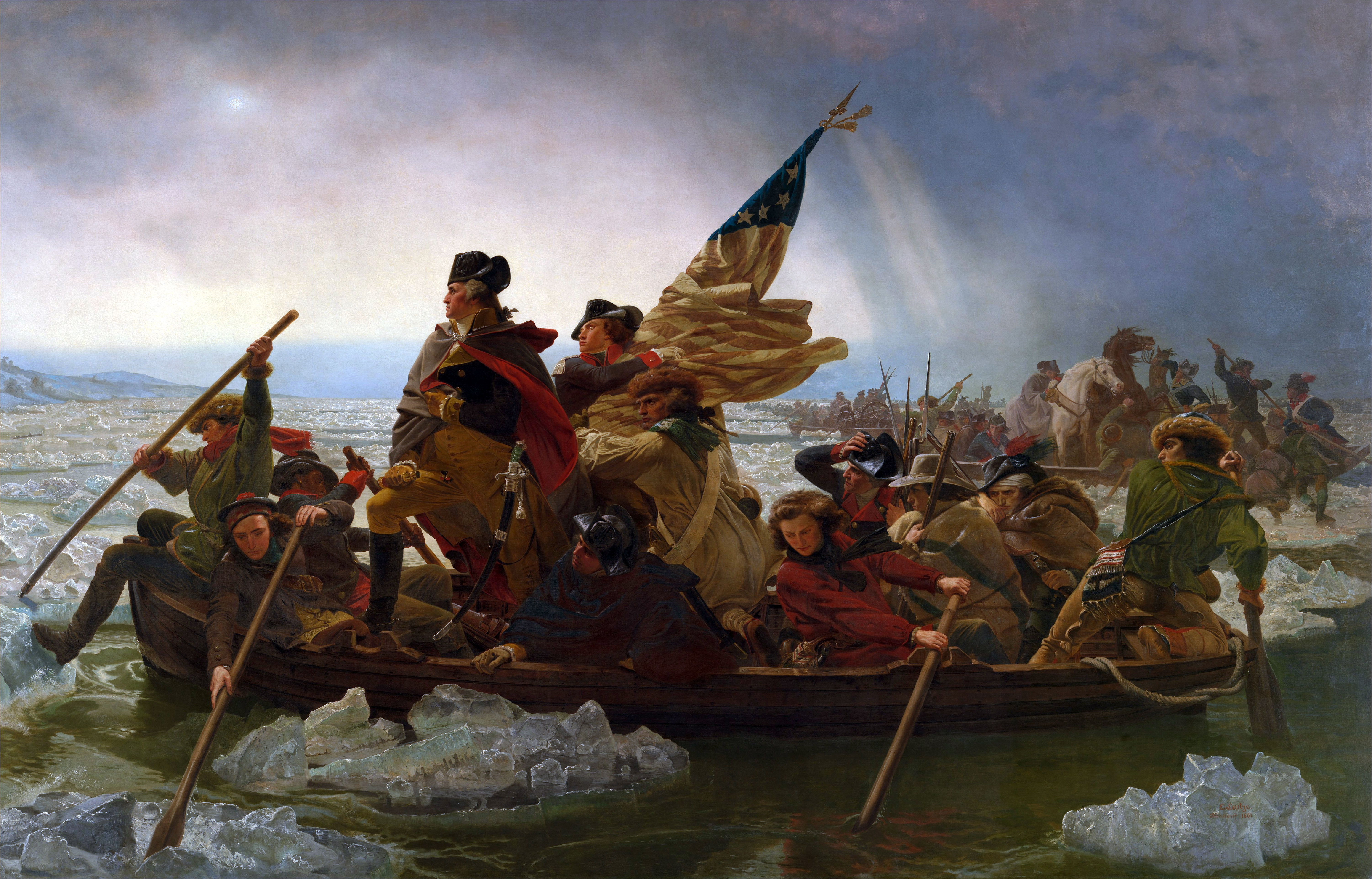
Emanuel Leutze: Washington překračuje Delaware (1851)
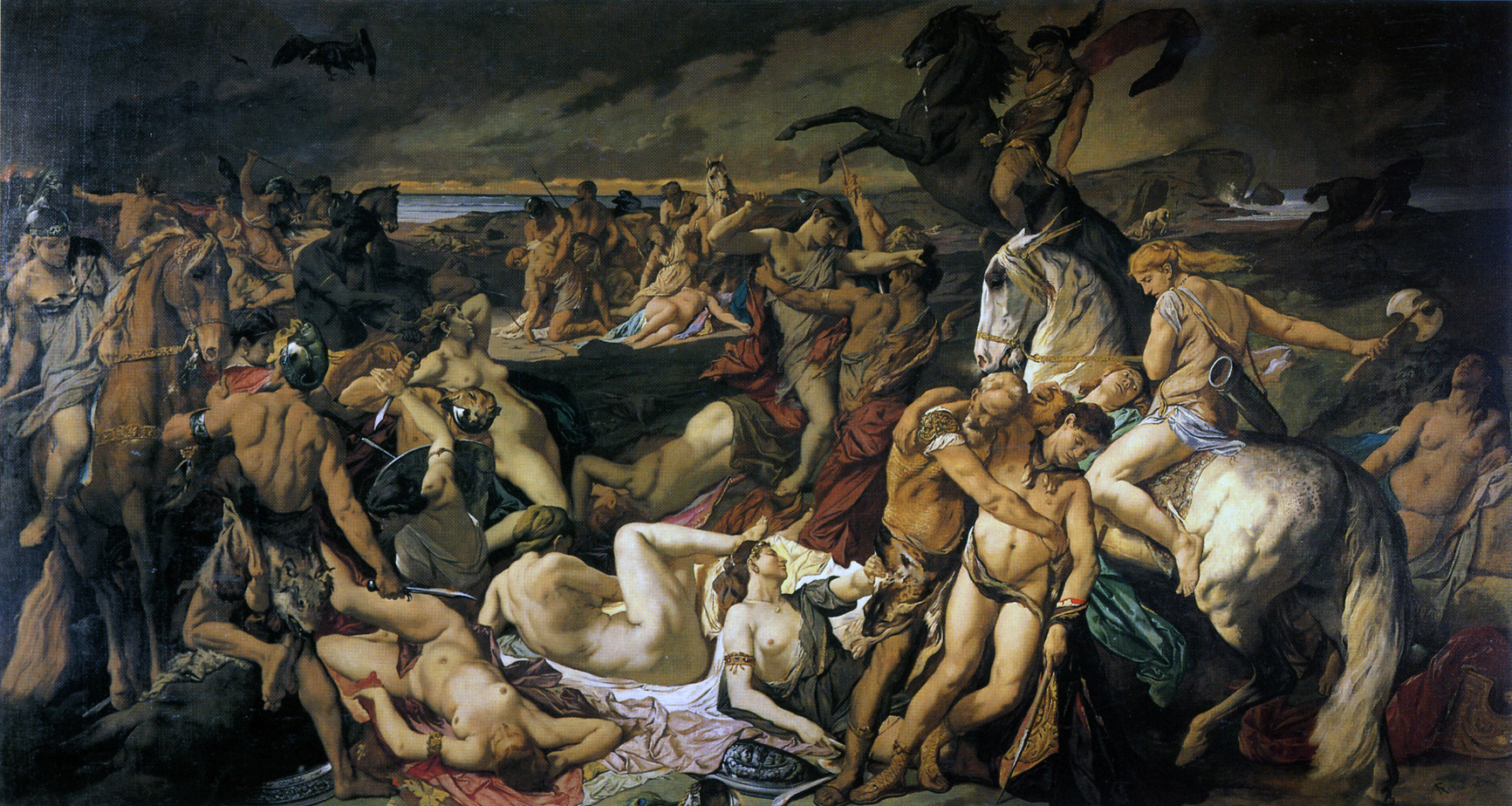
Anselm Feuerbach: Boj Amazonek(1873)
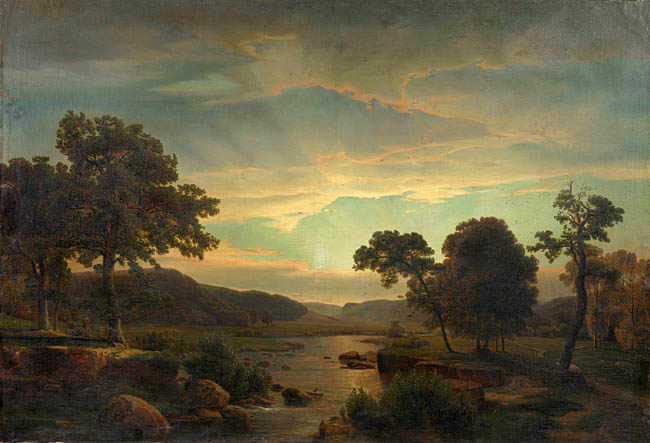
Carl Friedrich Lessing: Romantická krajina